# Joseph C. Miller
Joseph Calder Miller (30 avril 1939 – 12 mars 2019) est professeur d'histoire, titulaire de la chaire d'histoire « T. Cary Johnson Jr. » à l'université de Virginie de 1972 à 2014. Il écrit beaucoup sur les sujets de l'histoire de l'Afrique, particulièrement celle de l'Angola, la traite atlantique, les femmes et l'esclavage et l'esclavage des enfants, ainsi que sur l'histoire atlantique et l'histoire globale,.

## Biographie
J. C. Miller est Bachelor of Arts de l'université Wesleyenne en 1961, puis obtient un Master of Business Administration à l'université Northwestern en 1963. Il poursuit ses études dans le programme d'études comparatives d'histoire tropicale à l'université du Wisconsin à Madison, où il reçoit l'enseignement de Jan Vansina. Il obtient un Master of Arts en 1967 puis un PhD en histoire en 1972.
Son ouvrage le plus important est Way of Death: Merchant Capitalism and the Angolan Slave Trade, 1730-1830, qui obtient le prix Herskovits de l'African Studies Association en 1989,. Dans un article publié peu avant sa mort, il décrit son engagement universitaire ainsi : 

« un engagement à faire entrer respectueusement les Africains dans le courant de l'histoire, qu'ils partagent avec nous, et nous avec eux. Au fil des ans, cet engagement s'est étendu à un effort pour comprendre les expériences de l'esclavage à l'échelle mondiale, en brossant là encore un tableau plus large, dans lequel s'inscrivent les Africains amenés aux Amériques. À l'échelle mondiale, ils étaient loin d'être seuls, et les déplacements irrévocables de l'esclavage nous disent à leur tour quelque chose sur nous-mêmes que nous ferions mieux de reconnaître. »

Outre ses monographies, J. C. Miller est un éditeur prolifique. Il est editor pour le Journal of African History de 1990 à 1997 et directeur de publication pour l'Encyclopedia of Africa South of the Sahara, la Macmillan Encyclopedia of World Slavery et la New Encyclopedia of Africa. Il est directeur de publication du Princeton Companion to Atlantic History en 2015 et rédige plusieurs entrées concernant la traite atlantique dans l'Encyclopedia Virginia en 2018,.
J. C. Miller est trésorier de l'African Studies Association de 1989 à 1993 puis président de l'association en 2005 et 2006. Il est président de la Société américaine d'histoire en 1998. En 2004, il reçoit une Bourse Guggenheim pour effectuer des recherches sur l'histoire mondiale de l'esclavage. Il est intronisé à l'Académie américaine des arts et des sciences en 2018, peu avant de mourir des suites d'un cancer.

## Œuvres
- (en) Joseph C. Miller, The African Past Speaks : Essays on Oral Tradition and History, Folkestone, Dawson, 1980 (ISBN 978-0-208-01784-0).
- (en) Joseph C. Miller, Way of Death : Merchant Capitalism and the Angolan Slave Trade, 1730–1830, Madison, University of Wisconsin Press, 1988 (ISBN 978-0-299-11560-9).
- (en) Joseph C. Miller, Equatorial Africa, Washington, DC, American Historical Association, 1976 (ISBN 978-0-87229-021-1).
- (en) Joseph C. Miller, Kings and Kinsmen : Early Mbundu States in Angola, Oxford, England, Clarendon Press, 1976 (ISBN 978-0-19-822704-5).
- (en) Joseph C. Miller, Slavery : A Worldwide Bibliography, 1900–1982, Kraus, 1985 (ISBN 978-0-527-63659-3).
- (en) Joseph C. Miller et John Middleton, New Encyclopedia of Africa, Detroit (Mich.), Thomson & Gale, 2008 (ISBN 978-0-684-31454-9).
- (en) Joseph C. Miller et Paul Finkelman, Macmillan Encyclopedia of World Slavery, Macmillan, 1998 (ISBN 978-0-02-864607-7).
- (en) Joseph C. Miller, Gwyn Campbell et Suzanne Miers, Women and Slavery, Athens (Ohio), Ohio University Press, 2008, 329 p. (ISBN 978-0-8214-1723-2, lire en ligne).